# بمب‌گذاری ژوئن ۲۰۱۶ استانبول
بمب‌گذاری ژوئن ۲۰۱۶ استانبول حدود ساعت ۸:۴۰ به وقت محلی در ۷ ژوئن رخ داد و بمبی در مرکز استانبول منفجر شد که منجر به کشته شدن دست‌کم ۱۱ نفر و زخمی شدن ۳۶ تن شد. هدفِ عملیات یک اتوبوسِ حامل سربازان پلیس بود و انفجار در هنگام گذر اتوبوس از ناحیهٔ ونچیلر در نزدیکی مسجد شاهزاده و ایستگاه متروی ونچیلر رخ داد.

## پیشینه
دو بمب‌گذاری خونین در ماه‌های ژانویه و مارس ۲۰۱۶ در استانبول به وقوع پیوسته بود که ادعا می‌شد هر دو عملیات توسط داعش انجام شده‌است. به دلیل تکرار بمب‌گذاری، در ترکیه وضعیت فوق‌العاده اعلام شده‌بود. هم‌چنین دو انفجار دیگر در ماه‌های فوریه و مارس در آنکارا منجر به کشته شدن چند نفر شد و ادعا شد که مسئولیت عملیات به عهدهٔ بازهای آزادی کردستان بوده‌است.

## بمب‌گذاری

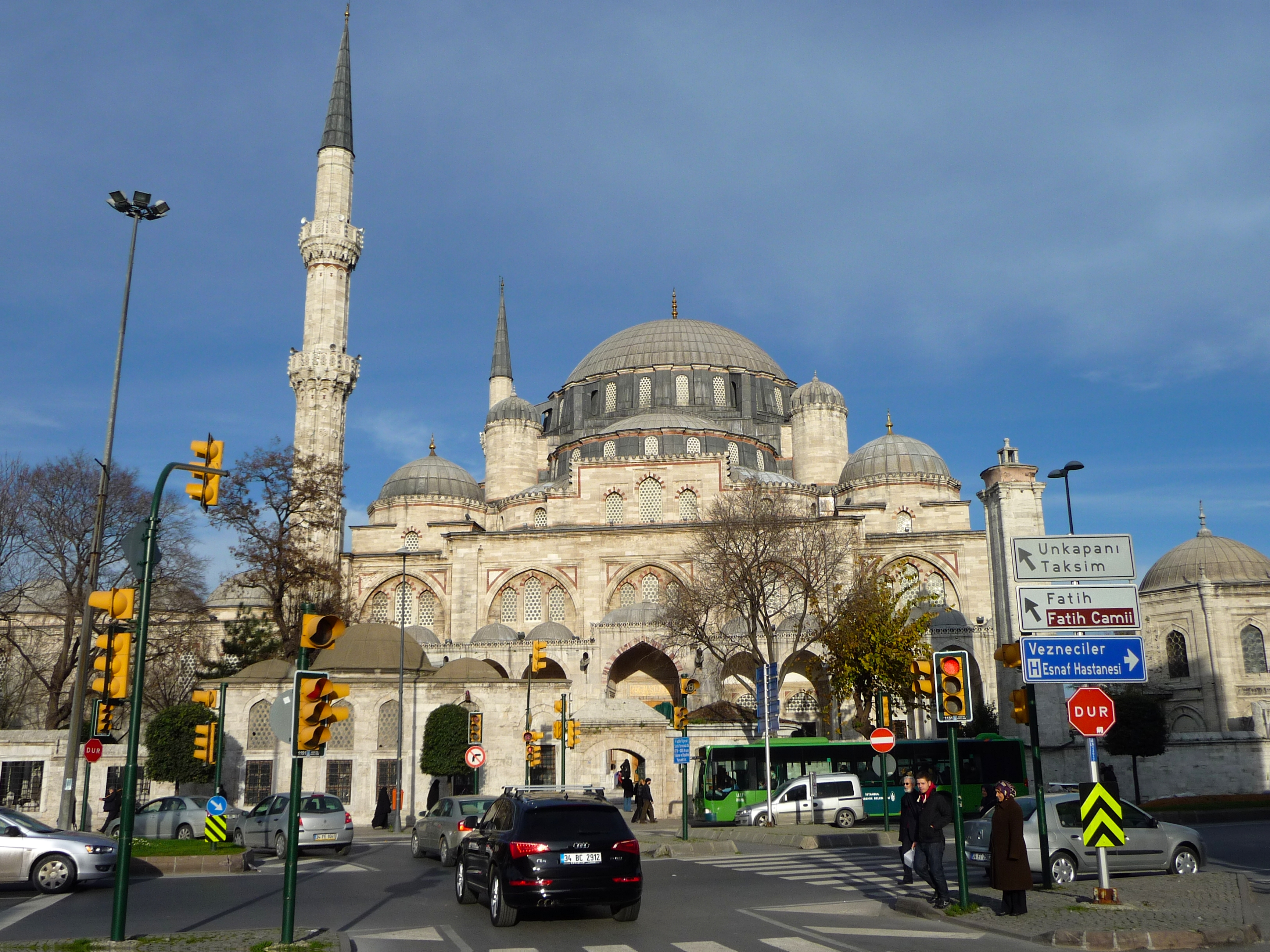
مسجد شاهزاده در فاصله اندکی از مکان بمب‌گذاری قرار دارد و شدت انفجار باعث شکسته شدن شیشه‌های آن شد.

نیروهای ویژه پلیس، در حال تعویض پست در جلوی دانشکدهٔ علوم و ادبیات دانشگاه استانبول، هدف حمله قرار گرفتند. حمله در خیابان شاهزاده‌باشی در مقابل یک هتل انجام شد. هم‌چنین این مکان به میدان توریستی بیازیت نزدیک بود. گزارش شده‌است که بمب به صورت کنترل از دور منفجر شده‌است.
شدت انفجار باعث واژگونی اتوبوس پلیس شد و به چند وسیلهٔ نقلیه و ورودی هتل آسیب زد. این انفجار باعث آسیب دیدن مسجد تاریخی شاهزاده نیز شد.
بلافاصله پس از حمله، هیچ سازمانی مسئولیت انفجار را به عهده نگرفت. در ارزیابی‌های اولیه از حزب کارگران کردستان، داعش و حزب آزادی خلق انقلابی به عنوان مسئول احتمالی عملیات نام برده شد.

## پیامد
سخنگوی اردوغان بیان کرد که همهٔ نشانه‌ها و آثار حمله نشان می‌دهند که حزب کارگران کردستان یا یک گروه دیگر کرد جدایی‌خواه حمله را انجام داده‌است.
در ۱۰ ژوئن بازهای آزادی کردستان مسئولیت حمله را به عهده گرفت و گردشگران خارجی را تهدید کرد که ترکیه جای امنی برای بازدید آن‌ها نیست.